# Гломель
Гломе́ль (фр. Glomel, брет. Groñvel) — коммуна во Франции, находится в регионе Бретань. Департамент — Кот-д’Армор. Входит в состав кантона Ростренен. Округ коммуны — Генган.
Код INSEE коммуны — 22061.

## География
Коммуна расположена приблизительно в 430 км к западу от Парижа, в 130 км западнее Ренна, в 60 км к юго-западу от Сен-Бриё.

## Население
Население коммуны на 2016 год составляло 1 396 человек.
| 1962 | 1968 | 1975 | 1982 | 1990 | 1999 | 2010 | 2016 |
| ---- | ---- | ---- | ---- | ---- | ---- | ---- | ---- |
| 2466 | 2132 | 1756 | 1534 | 1457 | 1460 | 1389 | 1396 |

## Администрация
| Период | Период | Фамилия        | Партия        | Примечания |
| ------ | ------ | -------------- | ------------- | ---------- |
| 1995   | 2006   | Роже Пеннек    | Разные правые |            |
| 2006   |        | Жерар Корвелле | Разные правые |            |

## Экономика
В 2007 году среди 824 человек в трудоспособном возрасте (15—64 лет) 607 были экономически активными, 217 — неактивными (показатель активности — 73,7 %, в 1999 году было 71,4 %). Из 607 активных работали 561 человек (297 мужчин и 264 женщины), безработных было 46 (30 мужчин и 16 женщин). Среди 217 неактивных 64 человека были учениками или студентами, 83 — пенсионерами, 70 были неактивными по другим причинам.

## Достопримечательности
- Церковь Сен-Жермен (XVI век). Исторический памятник с 1927 года[3]
- Замок Коа-Кураваль (XV век). Исторический памятник с 1964 года[4]
- Ферма Керблу (1669 год). Исторический памятник с 1987 года[5]
- Могильный курган Гоашоте (бронзовый век). Исторический памятник с 1970 года[6]
- Менгир в парке Менир (эпоха неолита). Исторический памятник с 1975 года[7]
- Менгир Коа-Кураваль (эпоха неолита). Исторический памятник с 1970 года[8]

## Города-побратимы
- Камп (Керри, Ирландия, с 2001)[9]
- Тазонес (Испания)

## Фотогалерея
- Церковь Сен-Жермен
- Замок Коа-Кураваль
- Канал Нант — Брест
- Оссуарий
- Военный мемориал
- Менгир в парке Менир